# 庄野直美
庄野 直美（しょうの なおみ、男性、1925年11月19日 - 2012年2月18日）は、日本の物理学者、反核運動家。

## 略歴
広島県山県郡安芸太田町出身。九州帝国大学理学部在学中、原爆投下から3日後の広島市に入り被爆した。1961年広島大学理学博士。理論物理学研究所、広島大学助教授、広島女学院大学教授を務め、1991年名誉教授となる。専攻は理論物理学。反核運動に挺身し、ヒロシマ・ナガサキ平和基金理事長。

## 著書
- 『人間に未来はあるのか ある物理学者の問い』勁草書房 1982
- 『人類共存の哲学』日本図書センター 2002

### 共編著
- 『核放射線と原爆症』飯島宗一共著 日本放送出版協会 1975
- 『核と平和 日本人の意識』永井秀明、上野裕久共編 法律文化社 1978
- 『ヒロシマは昔話か 原水爆の写真と記録』編 (新潮文庫) 1984

## 論文
- <庄野直美